# Лёгкая атлетика на летних Олимпийских играх 1936
Соревнования по лёгкой атлетике на летних Олимпийских играх 1936 года проходили среди мужчин и женщин. Программа соревнований была той же, что и на предыдущих Играх. 
Германия рассчитывала на триумф своих спортсменов в лёгкой атлетике, но в итоге немцы успешно выступили только в метаниях и толкании ядра, в беговых дисциплинах им не удалось выиграть ни одного золота. Американцы вновь убедительно выиграли неофициальный командный зачёт в лёгкой атлетике, как и 4 годами ранее в Лос-Анджелесе: тогда они выиграли 16 золотых медалей из 29 разыгранных, а в Берлине — 14.

## Общий медальный зачёт
| Место | Страна         | Золото | Серебро | Бронза | Всего |
| ----- | -------------- | ------ | ------- | ------ | ----- |
| 1     | США            | 14     | 7       | 4      | 25    |
| 2     | Германия       | 5      | 4       | 7      | 16    |
| 3     | Финляндия      | 3      | 5       | 2      | 10    |
| 4     | Великобритания | 2      | 5       | 0      | 7     |
| 5     | Япония         | 2      | 2       | 3      | 7     |
| 6     | Италия         | 1      | 2       | 2      | 5     |
| 7     | Венгрия        | 1      | 0       | 0      | 1     |
| 7     | Новая Зеландия | 1      | 0       | 0      | 1     |
| 9     | Польша         | 0      | 2       | 1      | 3     |
| 10    | Канада         | 0      | 1       | 3      | 4     |
| 11    | Швейцария      | 0      | 1       | 0      | 1     |
| 12    | Нидерланды     | 0      | 0       | 2      | 2     |
| 12    | Швеция         | 0      | 0       | 2      | 2     |
| 14    | Филиппины      | 0      | 0       | 1      | 1     |
| 14    | Латвия         | 0      | 0       | 1      | 1     |
| 14    | Австралия      | 0      | 0       | 1      | 1     |

## Медалисты

### Мужчины
| Дисциплина             | Золото                                                                            | Серебро                                                                  | Бронза                                                                              |
| ---------------------- | --------------------------------------------------------------------------------- | ------------------------------------------------------------------------ | ----------------------------------------------------------------------------------- |
| 100 м                  | Джеймс Оуэнс США                                                                  | Ральф Меткалф США                                                        | Мартинюс Осендарп Нидерланды                                                        |
| 200 м                  | Джеймс Оуэнс США                                                                  | Мэк Робинсон США                                                         | Мартинюс Осендарп Нидерланды                                                        |
| 400 м                  | Арчи Уильямс США                                                                  | Годфри Браун Великобритания                                              | Джеймс Лювалль США                                                                  |
| 800 м                  | Джон Вудрафф США                                                                  | Марио Ланци Италия                                                       | Фил Эдвардс Канада                                                                  |
| 1500 м                 | Джек Лавлок Новая Зеландия                                                        | Гленн Каннингем США                                                      | Луиджи Беккали Италия                                                               |
| 5000 м                 | Гуннар Хёкерт Финляндия                                                           | Лаури Лехтинен Финляндия                                                 | Хенрю Юнссон Швеция                                                                 |
| 10.000 м               | Илмари Салминен Финляндия                                                         | Арво Аскола Финляндия                                                    | Волмари Исо-Холло Финляндия                                                         |
| 110 м с барьерами      | Форрест Таунс США                                                                 | Дональд Финлей Великобритания                                            | Фриц Поллард-младший США                                                            |
| 400 м с барьерами      | Гленн Хардин США                                                                  | Джон Лоаринг Канада                                                      | Мигель Уайт Филиппины                                                               |
| 3000 м с препятствиями | Волмари Исо-Холло Финляндия                                                       | Каарло Туоминен Финляндия                                                | Альфред Домперт Германия                                                            |
| Эстафета 4×100 м       | США · Джеймс Оуэнс · Ральф Меткалф · Фой Дрэпер · Фрэнк Викофф                    | Италия · Орацио Мариани · Джанни Кальдана · Элио Раньи · Туллио Гоннелли | Германия · Вильгельм Лайхум · Эрих Борхмайер · Эрвин Гилльмайстер · Герд Хорнбергер |
| Эстафета 4×400 м       | Великобритания · Фредерик Волфф · Годфри Рэмплинг · Уильям Робертс · Годфри Браун | США · Харольд Кэгл · Роберт Янг · Эдуард О'Брайен · Альфред Фитч         | Германия · Хельмут Хаман · Фридрих фон Штюльпнагель · Харри Фойгт · Рудольф Харбиг  |
| Марафон                | Сон Китэй Япония                                                                  | Эрнест Харпер Великобритания                                             | Нан Сёрю Япония                                                                     |
| Ходьба 50 км           | Харольд Уитлок Великобритания                                                     | Артур Шваб Швейцария                                                     | Адалбертс Бубенко Латвия                                                            |
| Прыжки в длину         | Джеймс Оуэнс США                                                                  | Луц Лонг Германия                                                        | Наото Тадзима Япония                                                                |
| Тройной прыжок         | Наото Тадзима Япония                                                              | Масао Харада Япония                                                      | Джек Меткалф Австралия                                                              |
| Прыжки в высоту        | Корнелиус Джонсон США                                                             | Дэвид Олбриттон США                                                      | Делос Тербер США                                                                    |
| Прыжки с шестом        | Эрл Медоуз США                                                                    | Сюхэй Нисида Япония                                                      | Суэо Оэ Япония                                                                      |
| Толкание ядра          | Ханс Вёльке Германия                                                              | Суло Бярлунд Финляндия                                                   | Герхард Штёк Германия                                                               |
| Метание диска          | Вильям Карпентер США                                                              | Гордон Данн США                                                          | Джорджо Обервегер Италия                                                            |
| Метание копья          | Герхард Штёк Германия                                                             | Юрьё Никканен Финляндия                                                  | Калерво Тойвонен Финляндия                                                          |
| Метание молота         | Карл Хайн Германия                                                                | Эрвин Бласк Германия                                                     | Фред Варнгорд Швеция                                                                |
| Десятиборье            | Гленн Моррис США                                                                  | Роберт Кларк США                                                         | Джек Паркер США                                                                     |

### Женщины
| Дисциплина       | Золото                                                                | Серебро                                                                  | Бронза                                                                 |
| ---------------- | --------------------------------------------------------------------- | ------------------------------------------------------------------------ | ---------------------------------------------------------------------- |
| 100 м            | Хелен Стефенс США                                                     | Станислава Валасевич Польша                                              | Катарина Краус Германия                                                |
| 80 м с барьерами | Требизонда Валла Италия                                               | Анни Штойер Германия                                                     | Элизабет Тэйлор Канада                                                 |
| Эстафета 4×100 м | США · Харриет Блэнд · Аннетт Роджерс · Бетти Робинсон · Хелен Стивенс | Великобритания · Эйлин Хискок · Вайолет Олни · Одри Браун · Барбара Берк | Канада · Дороти Брукшоу · Жанетт Долсон · Хильда Кэмерон · Эйлин Мигер |
| Прыжки в высоту  | Ибойя Чак Венгрия                                                     | Дороти Одам Великобритания                                               | Эльфриде Каун Германия                                                 |
| Метание диска    | Гизела Мауэрмайер Германия                                            | Ядвига Вайсувна Польша                                                   | Паула Молленхауэр Германия                                             |
| Метание копья    | Оттилли Фляйшер Германия                                              | Луизе Крюгер Германия                                                    | Мария Квасьневская Польша                                              |